# 14-та вулиця (Мангеттен)
14-та вулиця (англ. 14th Street) — головна перехресна вулиця в боро Нью-Йорка на Мангеттені, що проходить між Одинадцятою авеню на Вест-Сайді та Авеню C на Іст-Сайді Манхеттена. Утворює межу між кількома районами й іноді вважається кордоном між Нижнім Мангеттеном і Середнім Манхеттеном.
На Бродвеї 14-та вулиця утворює південну межу Юніон-сквер. Також вважається південним кордоном Челсі, Флетайрон/Нижній Мідтаун і Грамерсі, а також північним кордоном Грінвіч-Віллидж, Альфабет-Сіті та Іст-Вілледж. На захід від Третьої авеню 14-та вулиця позначає південний кінцевий пункт системи електромережі західного Манхеттена. На північ від 14-ї вулиці, вулиці складають майже ідеальну сітку, яка проходить у порядку чисел. На південь від 14-го сітка майже ідеально продовжується в Іст-Віллідж, за винятком Грінвіч-Віллідж, де застосовується старіший і менш однорідний план сітки.
У ранній історії Нью-Йорка 14-та вулиця була елітним місцем. Однак воно втратило свій гламур і статус, коли місто розросталося на північ, і сьогодні це переважно комерційна вулиця. У жовтні 2019 року між Третьою та Дев'ятою авеню було введено обмеження на рух автобусів, забороняючи більшість типів транспортних засобів у денний час.

## Історія
Вулиця була визначена в плані Комісарів 1811 року як найпівденніша з 15 вулиць, спрямованих зі сходу на захід, ширина якої була б 30 м (тоді як інші вулиці були визначені як 18 м завширшки). Приблизно в середині 14-ї вулиці був Юніон-сквер, який відкрився в 1839 році. У середині XIX століття житлова та комерційна забудова Манхеттена почала мігрувати вгору міста вздовж Бродвею, досягнувши 14-ї вулиці до 1850-х років. У зв'язку з цим уздовж центральної частини 14-ї вулиці було побудовано кілька готелів, театрів і магазинів, у тому числі Steinway Hall і Музичну академію. До кінця XIX століття навколо 14-ї вулиці було багато салонів для піаніно. Багато великих роздрібних торговців відкрили магазини навколо вулиці, включаючи Macy's, Siegel-Cooper і Ohrbach's, тоді як інші роздрібні торговці, такі як Tiffany & Co., Lord & Taylor, Arnold Constable & Company та B. Altman and Company, були розташовані за кілька кварталів.